# 内利娅·马丁斯
内利娅·马丁斯（Nelia Martins，1998年7月9日—）是一名东帝汶女子田径运动员，主攻中距离赛跑。2014年，她获得南京青奥参赛资格，担任东帝汶代表团开幕式旗手，并在女子1500公尺项目上以5分11秒61获得第17名。两年后，她出战里约奥运，在女子1500公尺预赛上以5分0秒53排名小组第13位，未能晋级下一轮。2021年，她成为东帝汶国家奥林匹克委员会运动员委员会成员。